# Кіря
Кі́ря (рос. Киря, чув. Кире) — селище у складі Алатирського району Чувашії, Росія. Адміністративний центр Кірського сільського поселення.
Населення — 1841 особа (2010; 2425 у 2002).
У період 1938-2004 років селище мало статус селище міського типу.